# Gustave Merlet
Gustave Merlet, né le 6 octobre 1828 à Paris où il est mort le 17 février 1891, est un écrivain français.

## Biographie
Agrégé des lettres et professeur de rhétorique au lycée Louis-le-Grand, il est membre du Conseil supérieur de l'Instruction publique et inspecteur général de l'Instruction publique.

## Œuvres
- Le Réalisme et la fantaisie dans la littérature - 1861
- Études littéraires sur le théâtre de Racine, de Corneille et de Molière - 1862
- Portraits d'hier et d'aujourd'hui : attiques et humoristes - 1863
- Causeries sur les femmes et les livres - 1865
- Hommes et livres, causeries morales et littéraires - 1869
- Saint-Évremond, étude historique morale et littéraire, suivie de fragments en vers et en prose - 1870
- Origines de la littérature française du IXe au XVIIe siècle - 1875, prix Montyon de l’Académie française
- Tableau de la littérature française de 1800-1815 - 1878, prix Bordin de l’Académie française
- Tableau de la littérature française sous le premier empire (1800-1815) - 1884, prix Marcelin Guérin de l’Académie française
- Études littéraires sur les classiques français des classes supérieures - 1889
- Anthologie classique des poètes du XIXe siècle. Cours élémentaires et moyens (Alphonse Lemerre, In-18, XII-464 p.) – 1891
- Extraits des poètes lyriques du XIXe siècle. Poésies domestiques, poésies pittoresques, poésies morales, poésies militaires (Armand Colin, In-18, XII-465 p.) – 1891. NB / La notice BNF indique qu’il s’agit du même ouvrage que le précédent.
- Études littéraires sur les grands classiques grecs - 1897